# Imsterberg
Imsterberg è un comune austriaco di 763 abitanti nel distretto di Imst, in Tirolo.